# 光炘
光炘（？—？），字景卿，安徽桐城縣人，清朝政治人物。
同治二年（1863年）癸亥恩科進士，選庶吉士，散館改吏部主事。光绪八年十二月（1883年）任延平府知府。歷官福州府知府。